# Камаль-оль-Мольк
Камаль-оль-Мольк (*29 вересня 1848 —18 серпня 1940) — перський художник часів періоду Каджарів. Ім'я перекладається як «Земна досконалість».

## Життєпис
Походив з мистецької родини Гаффарі. Син Мірзи Бозорг Гаффарі Кашані, засновника новоперської школи живопису. Його стрийком був відомий художник Сані-оль-Мольк. При народжені отримав ім'я Мохаммад. З ранніх років виявляв безсумнівний талант до малювання. У пориві натхнення він обмалював вугіллям всі стіни своєї спальні, деякі з цих нарисів можна про цих пір бачити в будинку, який належав родині Гаффарі.
Після закінчення школи перебирається до Тегерау, де вступає до Школи Дар-уль-Фунун. Тут навчається у відомого живописця Мозайєн-од-Долеху. Гострий погляд і тонке художнє чуття дозволяло Мозаммаду знаходити таємний сенс в переплетенні ліній, бачити найдрібніші відтінки тону, приховані від звичайного очі.
Вже під час навчання в школі живопису він привернув до себе увагу як талановитий художник. Якось, відвідуючи Дар-оль-Фонун, шах Насер ед-Дін Каджар зауважив яскравий талант Мохаммада Гаффарі і запросив його до свого двору. Бачачи його майстерність, шах надав художнику прізвисько «Камаль-оль-Мольк». У 1886 році оженився.
До загибелі Насер ед Діна у 1896 році Камаль-оль-Мольк працював при дворі, створивши в цей період найзначніші свої твори. Після цього Камаль-оль-Мольк залишив двір шаха.
У 1898 році відправився до Європи для вдосконалення майстерності. Зустрічі з видатними європейськими живописцями, дали Камаль-оль-Мольку можливість вивчити їх манеру та техніку малювання. Відвідуючи музеї Європи, зокрема Лувр, Версаль в Парижі, Уффіці у Флоренції, художник робив копії полотен Рафаеля, Рембрандта, Тіціана, Леонардо да Вінчі та інших майстрів Відродження.
У 1902 році художник повернувся до Персії. Але незабаром відчув до себе неприязнь шахського двору через відступив від традиційної манери малювання. Згодом численні інтриги 1903 року змусили художника залишити країну і переселитися до Османської імперії, міста Багдад.
У 1905 році повертається до Персії з огляду на початок конституційного руху. Тут Камаль-оль-Мольк приєднується до прихильників конституційної форми правління. Камаль-оль Мольк засновує власну школу мистецтва, навчання в якій не обмежується живописом, а впроваджує прикладне мистецтво плетіння килимів, мозаїку, різьблення деревом, прагнучи відродити забуті національні ремесла. Протягом короткого часу існування школи, з неї вийшли талановиті художники, насамперде Хуссейн Алі Хан Вазирі, Есмаїл Аштіані, Алі Мохаммад Хейдаріан, Махмуд Олья, Нематолла Моширі, Алі Акбар Ясамі, Мохвен Сохейл.
Спочатку підтримував повалення династії Каджарів. Втім вже у 1920 році Камаль-оль-Мольк розчарувався в новій шахській династії Пахлаві і відмовився працювати при дворі шаха Рези Хана. останній у відповідь позбавив художника щомісячної допомоги та дотацій на школу, щоб змусити його піти у відставку.
1928 року Камаль-оль-Молька було заслано до Нішапуу. Згодом художник оселився в невеликому селі Хосейнабад. В цей час з художником сталося нещастя: з невідомих причин він втратив око. Саме тому в роки, проведені у вигнанні він перестав займатися живописом. У 1940 році Камаль-оль-Мольк помер в Нішапурі, де його було поховано біля гробниці суфійського поета Аттара.

## Творчість
Одним з головних вкладів художника в розвиток перського (іранського) мистецтва стало створення нового художнього стилю. Камаль-оль-Мольк розширив уявлення про живопис, відкривши нові горизонти наступним поколінням художників.
Художня діяльність Камаль-оль-Мольска поділяється на декілька періодів. Першим є шахський, при дворі шаха Насер- ед-Діна. Особливо плідним є період у 1866—1896 роках, при дворі перського шаха. Переважно це були портрети відомих людей, пейзажі, зображення мисливських угідь і палацових покоїв. Майстерність пензля, яскраві і живі фарби відрізняли їх від більшості творів художників того часу. Всього в цей період було написано понад 170 картин. Втім більшість з них було знищено або вивезено за кордон в приватні колекції. Найзначущими є «Живописець» (1882 рік), «Палац Голестан» (1883 рік), -«Село Імама» (1884 рік), «Шахський сад» (1886 рік), «Урядовий табір», «Коваль», «Дві жебрачки-дівчинки» та «Ворожка» (усі — 1889 рік).
Після цього деякий час робив копії європейських майстрів. У 1903 році починається османський або іракський період (тривав до 1905 року), коли Камаль-оль-Мольк подорожував давньою Месопотамією, створюючи нові картини. «Площа Кербела-йє-Моаллем», «Багдадський коваль» і «Єврейські ворожки Багдаду» є найбільш значущими працями цього періоду.
Другий перський період, що тривав у 1904—1928 роках, відзначено картинами «Командир Аза Бахтіар», «Азад-оль-Мольк». Лише у 1933 та 1935 роках двічі брався за пензель, створивши картини «Статуя Фірдоусі» та «Сплячсий старий» відповідно.

## Родина
- Нусрат (нар. 1887-?)
- Алі-Хан (?-1920)